# Вагабунда борнейська

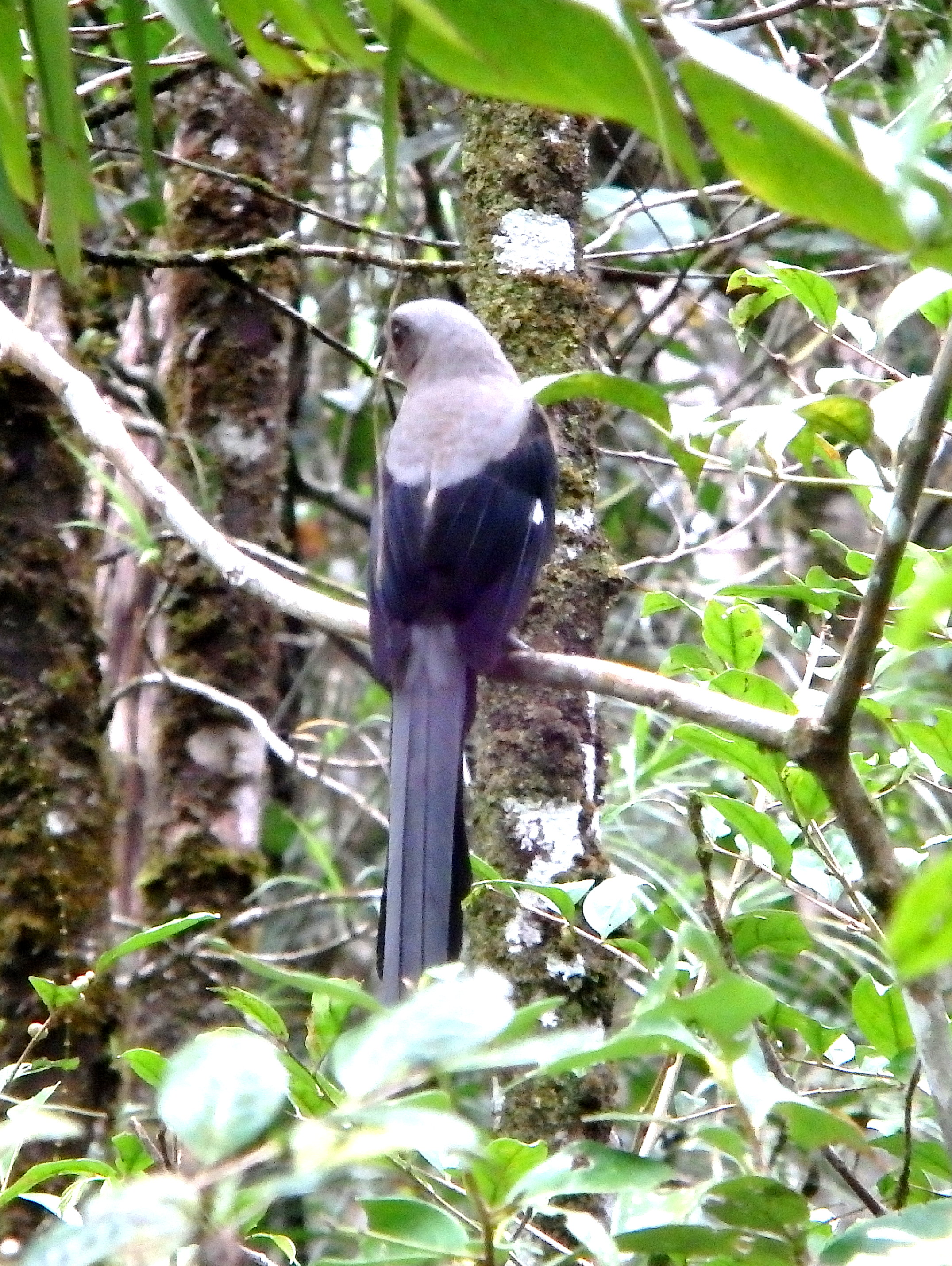
Борнейська вагабунда (Національний парк Кінабалу, Сабах, Малайзія)

Вагабунда борнейська (Dendrocitta cinerascens) — вид горобцеподібних птахів родини воронових (Corvidae). Ендемік Калімантану.

## Опис
Довжина птаха становить 40 см, вага 125 г. Нижня частина тіла рожевувато-коричнева. Голова коричнювата, тім'я сріблясто-сіре, над очима темна смуга. Спина сірувата, гузка світло-сіра. Крила чорні, на крилі є біла пляма. Хвіст сірий з темними кінчиками пер. Дзьоб і лапи темно-сірі, очі червонуваті.

## Поширення й екологія
Цей малодосліджений вид птахів мешкає в гірських тропічних і субтропічних лісах північної і центральної частини Калімантану на висоті 300–2800 м над рівнем моря.

## Раціон
Борнейська вагабунда всеїдна, з ухилом в бік хижацтва. Вона харчується здебільшого безхребетними й личинками, невеликими хребетними, лиш іноді доповнює свій раціон ягодами, стиглими фруктами, зерном.

## Розмноження
Сезон розмноження триває з січня по березень. У кладці 3–5 яєць синього кольору з коричневими плямками біля тупого кінця. Пташенята покриваються пір'ям у віці трьох тижнів, на 40 день вони стають самостійними.